# Lonicera hemsleyana
Lonicera hemsleyana är en kaprifolväxtart som först beskrevs av Carl Ernst Otto Kuntze, och fick sitt nu gällande namn av Alfred Rehder. Lonicera hemsleyana ingår i släktet tryar, och familjen kaprifolväxter. Inga underarter finns listade i Catalogue of Life.